# Bisdom Temuco
Het bisdom Temuco (Latijn: Dioecesis Temucensis) is een rooms-katholiek bisdom met als zetel Temuco, in Chili. Het bisdom is suffragaan aan het aartsbisdom Concepción. 

## Geschiedenis
In 1908 werd een kerkelijk gouvernement Temuco opgericht binnen het bisdom Concepción, waardoor de mogelijkheid werd geopend om het te vestigen als een toekomstig bisdom, met een kerkelijke gouverneur (vicaris-generaal) met een bisschoppelijk karakter aan het hoofd. Het bisdom werd op 18 oktober 1925 opgericht, onder de naam bisdom Temuco, en werd suffragaan aan het aartsbisdom Santiago de Chile. Op 20 mei 1939 wisselde het van kerkprovincie en werd suffragaan aan het aartsbisdom Concepción.

## Parochies
Het bisdom had in 2020 een oppervlakte van 17.474 km2 en telde 703.470 inwoners waarvan 64,0% rooms-katholiek was.

## Ordinarii

### Kerkelijke gouverneur
- Ricardo Sepúlveda Hermosilla (1908 - 1919)

### Bisschoppen
- Prudencio Contardo Ibarra (15 juni 1920 - 15 december 1934)
- Alfredo Silva Santiago (23 februari 1935 - 4 februari 1939)
- Augusto Osvaldo Salinas Fuenzalida (29 augustus 1939 - 9 februari 1941)
- Alejandro Menchaca Lira (9 augustus 1941 - 13 september 1960)
- Manuel José Bernardino Piñera Carvallo (10 december 1960 - 28 december 1977)
- Sergio Otoniel Contreras Navia (23 december 1977 - 21 september 2001)
  - Jorge Maria Hourton Poisson (hulpbisschop: 11 februari 1992 - 21 september 2001)
- Manuel Camilo Vial Risopatrón (21 september 2001 - 14 mei 2013)
- Héctor Eduardo Vargas Bastidas (14 mei 2013 - 7 maart 2022)
- Jorge Enrique Concha Cayuqueo (4 maart 2023 - heden)

## Galerij van afbeeldingen

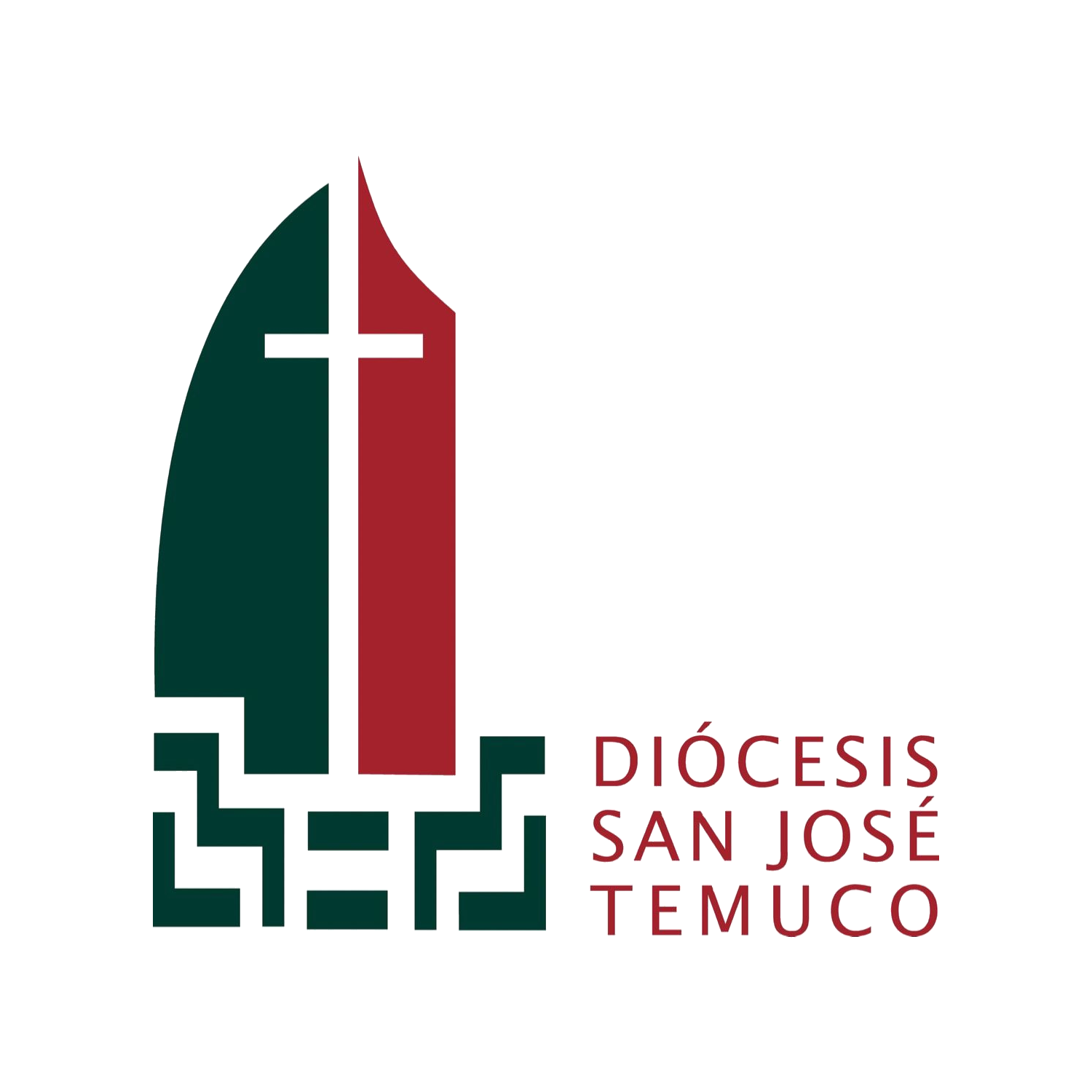
Wapen van het bisdom Temuco
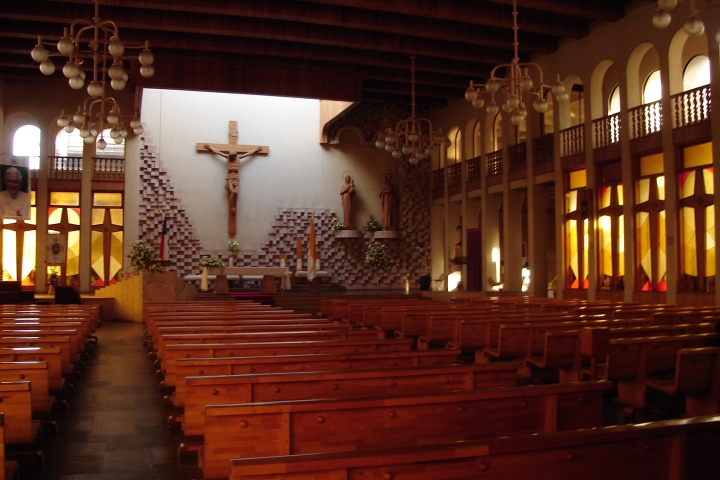
Interieur van de kathedraal van Temuco

Concepción (aartsbisdom) · San Bartolomé de Chillán · Santa María de Los Ángeles · Temuco · Valdivia · Villarrica